# Strijkmolen K
Strijkmolen K is een omstreeks 1627 in Rustenburg gebouwde strijkmolen, die in 1831 is voorzien van een vijzel. De molen is een rietgedekte achtkantige molen van het type grondzeiler met een oudhollands wiekenkruis. De molen is, zoals meer Noord-Hollandse poldermolens, een binnenkruier. Strijkmolen K is voorzien van een Vlaamse vang. Naast de molen staan twee andere molens, te weten Strijkmolen L en Strijkmolen I. Strijkmolen K is de enige molen van deze drie waarvan het binnenwerk nog compleet aanwezig is. Toen in 1941 het peil van de Raaksmaatboezem en de Schermerboezem gelijk werden gesteld, verloren de nog resterende strijkmolens hun functie.
In 2011 vond een uitgebreide restauratie plaats, waarbij de woning in oude stijl is gebracht. In hetzelfde jaar is de oude Schermerboezem langs de molen opnieuw uitgegraven. Het plan is om de molen te zijner tijd in circuit te laten malen.
Strijkmolen K is sinds 2000 eigendom van de Stichting Schermer Molens, in 2014 opgegaan in de Schermer Molens Stichting en is niet te bezoeken.
Strijkmolens:
Strijkmolen B ·
Strijkmolen C ·
Strijkmolen D ·
Strijkmolen E ·
Ambachtsmolen ·
Strijkmolen I ·
Strijkmolen K ·
Strijkmolen L

Poldermolens:
Bosmolen ·
Hargermolen ·
Groetermolen ·
De Grebmolen ·
Slootgaardmolen ·
Poldermolen Waarland ·
Molen D / Oosterdel ·
Molen A ·
Sluismolen ·
Damlandermolen ·
Philisteinse Molen ·
Wimmenumer Molen ·
Geestmolen ·
Robonsbosmolen ·
De Viaan ·
De Eendracht

Korenmolens:
De Groot ·
Kijkduin (Schoorl) ·
't Roode Hert -
De Gouden Engel -
De Otter (Oterleek)

Molenstichting Alkmaar